# Kopice
Kopice [pronunciación en polaco: /kɔˈpit͡sɛ/] (alemán: Koppitz, 1936–1945: Schwarzengrund) es un pueblo en el distrito administrativo de Gmina Grodków, dentro del Distrito de Brzeg, Voivodato de Opole, en el suroeste de Polonia. Se encuentra a unos 8 kilómetros sureste de Grodków, 25 kilómetros al sur de Brzeg, y 34km al oeste de la capital regional, Opole.

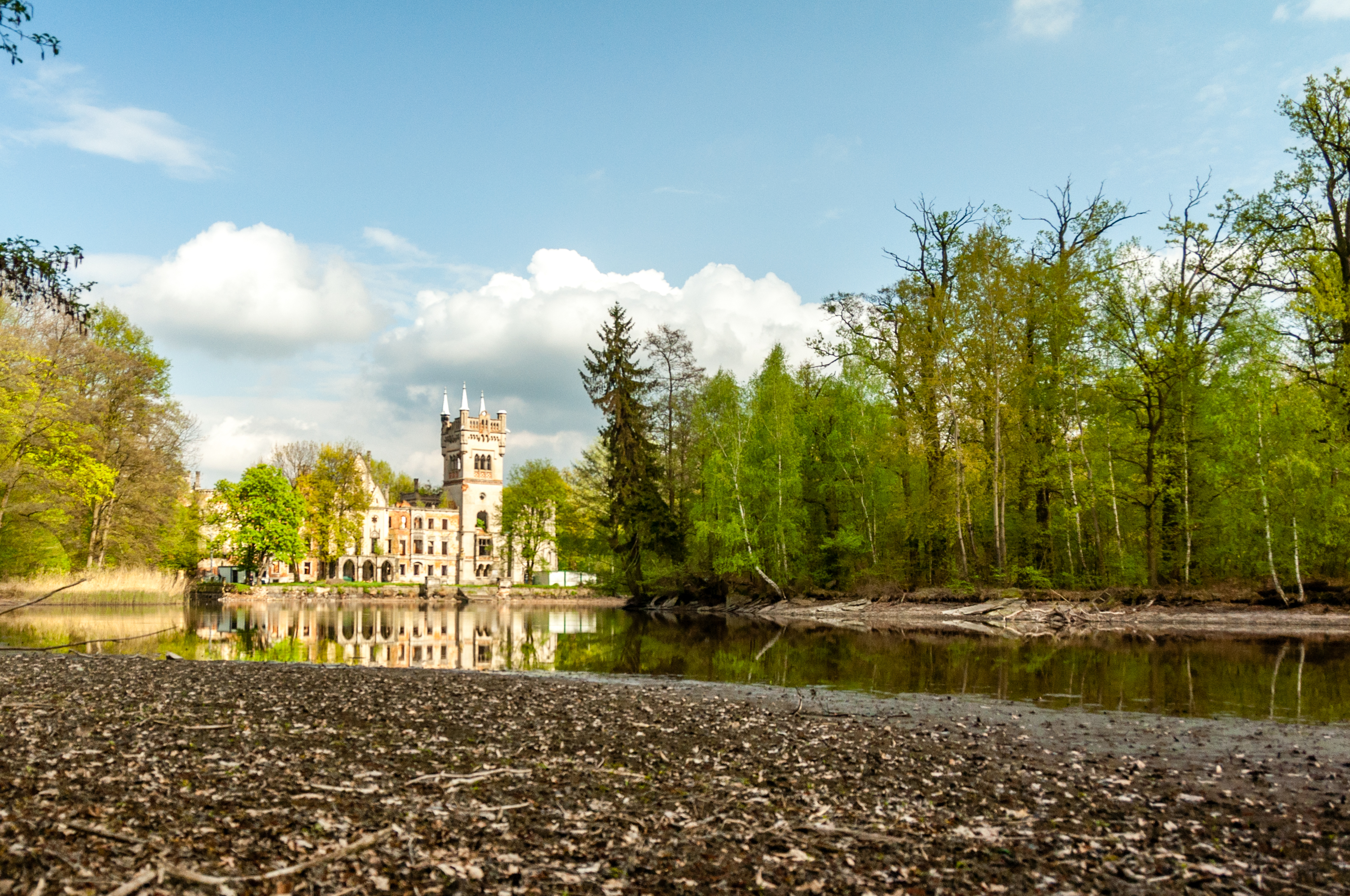
Las ruinas del palacio de Kopice y el estanque, 2013.

La familia noble Schaffgotsch dejó un palacio neogótico, hoy en ruinas.
El pueblo tiene una población de 1.200 habitantes.